# IPARD
IPARD — Instrument pretpristupne pomoći za ruralni razvoj (engl. Instrument for Pre-Accession in Rural Development) pretpristupni je program Evropske unije, a Srbija bi trebalo da ga realizuje u periodu od 2014. do 2020. godine. IPARD je sastavni deo IPA fonda, odnosno njegova komponenta koja se odnosi na ruralni razvoj.

## Opis
Ovaj instrument evropske pomoći zemljama koje su pred vratima EU zapravo je priprema za buduće učešće u kompleksnoj i jasno definisanoj Zajedničkoj agrarnoj politici Evropske unije (engl. Common agriculture policy CAP), koja predstavlja set pravila jednakih za sve i koja podrazumeva zajednički agrarni budžet. Kad država uđe u EU, dobija svoju kvotu u zajedničkom agrarnom budžetu, preko dva fonda — EAFRD (Evropski poljoprivredni fond za ruralni razvoj) i EAGF (Evropski poljoprivredni garancijski fond), a da bi nacionalna poljoprivreda efikasno usvojila način funkcionisanja tih instrumenata, važno je da fondove koji su joj na raspolaganju u pretpristupnom periodu što kvalitetnije iskoristi i savlada principe na kojima se zasniva CAP.

## Cilj i vrednost
Glavni cilj IPARD programa Republike Srbije 2014—2020 jeste unapređenje poljoprivrednog sektora uz pomoć konkurentnosti poljoprivrednih proizvoda. Za to je EU poljoprivrednicima u Srbiji namenila 175 miliona evra, koji će im biti na raspolaganju kada zemlja prevaziđe adminstrativne prepreke.

## Korisnici
Da bi bilo koja zemlja mogla da koristi sredstva iz IPARD-a, mora da ispuni dva osnovna uslova — politički i tehnički. Politički podrazumeva da mora biti kandidat za članstvo u EU a drugi, tehnički, da mora biti osposobljena da upravlja ovim sredstvima kako predviđa Evropska komisija i koji je primenjen u svim članicama i kandidatima za EU. Srbija je postala kandidat za EU u martu 2012. godine i time ispunila politički uslov, ali još uvek nije ispunila tehnički deo kriterijuma, odnosno nije se akreditovala za korišćenje ovih sredstava.

## Mere podrške ruralnom razvoju
IPARD programom su definisane mere podrške ruralnom razvoju u skladu sa aktuelnim EU uredbama, a one se odnose na:
- ulaganje u fizičku imovinu poljoprivrednih gazdinstava
- investiranje u preradu i marketing poljoprivrednih proizvoda (prioritetni sektori su mleko i mlečni proizvodi, meso i mesne prerađevine, kao i sektor voća i povrća)
- ulaganje u diverzifikaciju poslovnih aktivnosti na gazdinstvu
- pripremanje i sprovođenje lokalnih akcionih strategija — LIDER pristup (LEADER)
- agroekološke mere i organsku poljoprivredu

## Spoljašnje veze
- EU
- Delegacija Evropske unije u Republici Srbiji
- Agrosmart
- Mogućnosti razvoja ruralnog sektora u Srbiji korišćenjem IPARD-a
- Agencija SmartIPARD